# Tragedia aérea de Peñalolén
La tragedia aérea en Peñalolén fue un accidente aéreo ocurrido en Chile el 27 de febrero de 2008, en donde una avioneta Cessna 210 de instrucción de Carabineros de Chile cayó sobre una multicancha de la comuna de Peñalolén, dejando un saldo de 13 personas muertas y una decena de heridos.

## Antecedentes
A las 9:44 (12:44:56 UTC) del 27 de febrero de 2008, un avión Cessna 210 de Carabineros con seis tripulantes a bordo salió del aeródromo de Tobalaba en un vuelo de instrucción. La aeronave era pilotada por el capitán e instructor de vuelo, acompañado por su alumno, el teniente, quien había obtenido su licencia el 13 de febrero de 2008.
Además de los tripulantes, acompañaban como pasajeros de la aeronave Francisco Allende Herrera, Israel Miranda Góngora, Manuel Rodríguez Oyanedel y Mauricio Romo Facuse, todos alumnos en práctica de mecánica de mantenimiento de aeronaves del Centro de Mantenimiento Aeronáutico (CMA) del Club Aéreo del Personal de Carabineros.

## Accidente
Luego de un minuto del despegue, y en la fase inicial de ascenso con rumbo sur, la aeronave viró a la izquierda, cuando a las 9:46 (12:46:56 UTC) esta se precipitó sobre el Estadio Municipal de Peñalolén, en momentos en que un grupo de aproximadamente 30 mujeres de distintas edades practicaba gimnasia en el recinto, desencadenado la mayor tragedia aérea de los últimos treinta años en la ciudad de Santiago.

## Lista de fallecidos

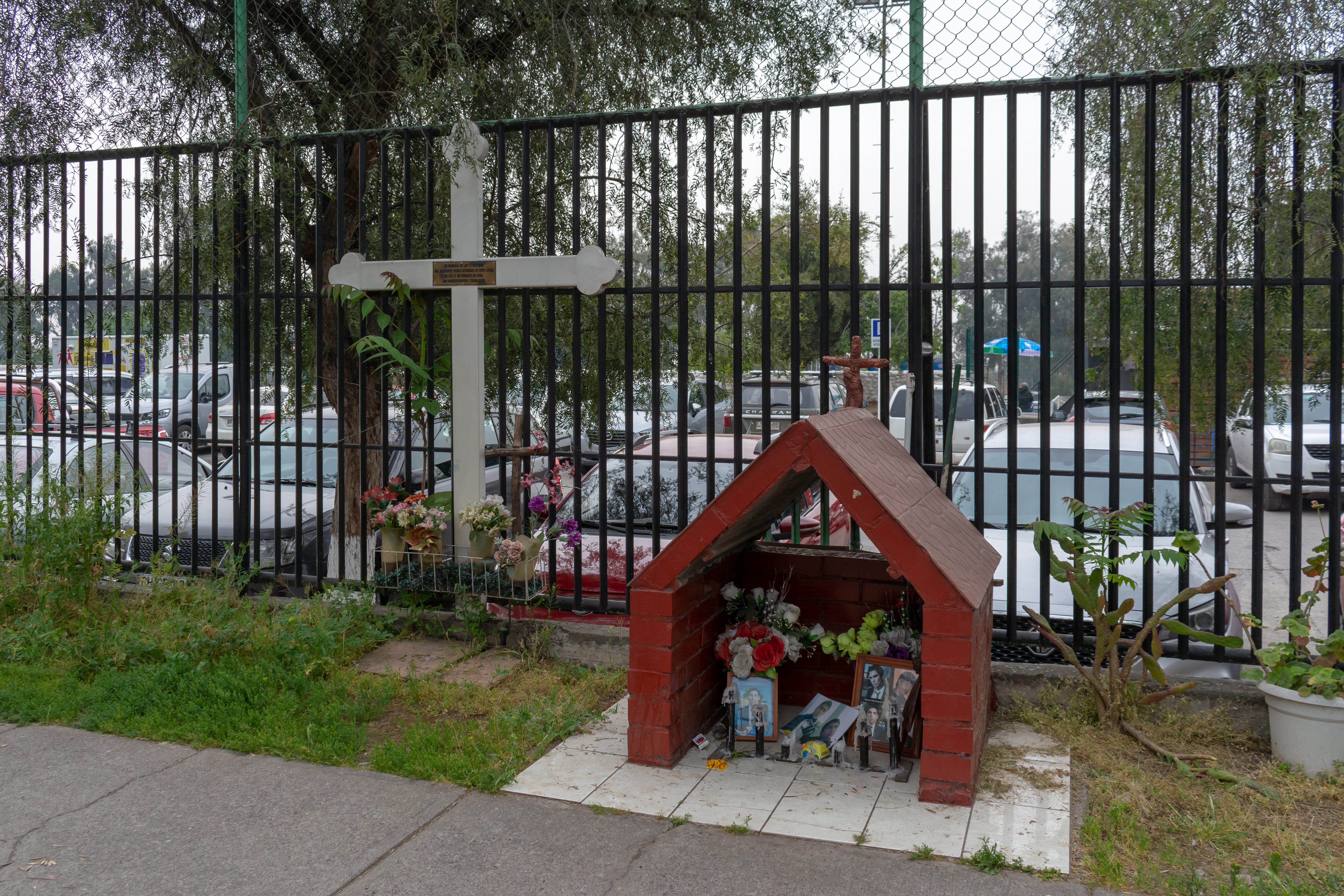
Animita que recuerda a las víctimas en el lugar del accidente.

La lista de fallecidos es la siguiente:
- Tripulantes del avión:
  - Luciano Castro Adarme (35), capitán de Carabineros y piloto.
  - Sebastián Rodríguez Torres (23), teniente de Carabineros y copiloto.
  - Francisco Allende Herrera (19), estudiante de mecánica de aviación del colegio Complejo Educacional La Reina.
  - Israel Miranda Góngora (18), estudiante de mecánica de aviación del colegio Alberto Widmer.
  - Manuel Rodríguez Oyanedel (18), estudiante de mecánica de aviación del colegio Polivalente Paul Harris School.
  - Mauricio Romo Facuse (17), estudiante de mecánica de aviación del colegio Alberto Widmer.

- En tierra:
  - Ramona Espinoza Espinoza (72), prima de Silvia Gómez.
  - Celia Aída Borcosque Plaza (54).
  - Ana Alvarez Saavedra (22), madre de Elizabeth Molina
  - Elizabeth Molina Álvarez (4), hija de Ana Álvarez.
  - Silvia Gómez Espinoza (57), prima de Ramona Espinoza.
  - Mariana Fierro Valdera (38), Fallecida el 10 de marzo del 2008
  - Sandra Garretón Barahona (58), Fallecida el 25 de marzo del 2008

## Heridos
La lista de heridos es la siguiente:
- Cecilia Espinoza Delgado
- Beatriz Fierro Valderas
- Ana María Sánchez
- Lucía Valenzuela
- Lucinda Villalobos
- Pabla Zúñiga Poblete

## Investigación
La investigación por parte de la Dirección General de Aeronáutica Civil (D.G.A.C) determinó causas mecánicas y humanas en el accidente, siendo la primera una falla en el sistema de magnetos que proporciona energía a las bujías, derivando esto en una falla del motor, evento que sucedió alrededor de 3 minutos después del despegue desde Tobalaba. Sumado a esto, se explicita la mala maniobra del piloto que, ante una falta de potencia, intentó seguir ascendiendo y en última instancia decidió virar para volver a la pista, lo que derivó en un stall y en la pérdida de control de la aeronave con la posterior colisión.

## Consecuencias
El 26 de noviembre de 2015, la Corte Suprema condenó al fisco a pagar una indemnización de 355 millones de pesos a la isapre Cruz Blanca por el tratamiento médico de Beatriz Fierro, quien sufrió la pérdida de una pierna y graves quemaduras. La sentencia determinó que el Estado es responsable por la falta de personal cometida por el piloto, quien realizó una mala maniobra provocando la caída de la aeronave.